# Garda (municipi d'Itàlia)
Garda és un comune (municipi) de la província de Verona, a la regió italiana del Vèneto, situat a uns 32 quilòmetres de Verona.
A 1 de gener de 2020 la seva població era de 4.111 habitants.
Garda limita amb els següents municipis: Costermano, Manerba del Garda, Torri del Benaco, San Felice del Benaco i Bardolino.